# Ulica Szewska we Wrocławiu
Ulica Szewska (wcześniej niem. Schuhbrücke) – ulica o średniowiecznym rodowodzie na Starym Mieście we Wrocławiu przebiegająca w kierunku południkowym, obecnie stanowiąca część strefy pieszej.

## Historia
Ulica powstała na początku XIII wieku stanowiąc zachodnią granicę zwartej zabudowy pierwszej lokacji miasta. W tym czasie istniał już po jej wschodniej stronie kościół św. Andrzeja (później Marii Magdaleny). Po kolejnej lokacji, powiązanej z założeniem Rynku Wielkiego, uzyskała obustronną zabudowę.
Stosunkowo wąska ulica Szewska przebiega około 100 m na wschód od Rynku i jako jedna z dwu- ulic dociera aż do brzegu Odry, przecinając dawny teren książęcy. Niemiecka nazwa Schuhbrücke świadczy o tym, że ulica była stosunkowo wcześnie utwardzona (wybrukowana, wymoszczona). Dawniejsi badacze wiązali nazwę ulicy z jej północnym odcinkiem, przebiegającym przez teren domeny książęcej, poza obrębem miasta lokacyjnego – na ich granicy, w ciągu ul. Uniwersyteckiej i pl. bpa Nankiera dopatrywano się przebiegu fosy lub odnogi Odry.
Przy północnym odcinku Szewskiej, na terenach książęcych, znajdowały się w XIII wieku dwory książęce, określane jako curia – na wschód od niej, wokół obecnego kościoła św. Macieja, dwór z czasów Henryka Brodatego, na zachód zaś – dwór z końca stulecia, powstały zapewne za Henryka Prawego, którego kaplicę stanowił późniejszy kościół św. Agnieszki. Ulicę wzmiankowano po raz pierwszy w 1306 jako platea sulorum; jej północne zakończenie stanowiła wymieniona w 1346 Furta Młyńska (Mühlpforte), zaś południowe wzmiankowana w 1446 Furta Mennicza (Münzpforte) w murach miejskich. W 1345 określano północny odcinek ulicy jako Schubrucken , w XVI w. środkowy odcinek jako Vordere Brustgasse, zaś w 1446 południowy jako Pfnorrgasse (tą samą nazwą określano później ul. Łaciarską).
Korzystny przebieg ulicy sprawił, że w początku XX wieku zaproponowano wykorzystanie jej jako odciążającą prowadzący przez Rynek trakt Świdnicka-Kuźnicza trasę komunikacyjną. Dla wszelkich nowych obiektów ustanowiono przesuniętą wschodnią linię zabudowy, sięgającą elewacji kościoła Marii Magdaleny, tak aby w przyszłości, po dalszych wyburzeniach, przeprowadzić stosunkowo szeroką trasę z linią tramwajową. Przy projekcie domu handlowego Petersdorff na rogu z ulicą Oławską architekt Erich Mendelsohn wziął nową linię zabudowy pod uwagę, zwracając obiekt w stronę w założeniu głównej ulicy Szewskiej. W końcu lat 30. zrezygnowano z trasy na południowym odcinku ulicy, decydując się na wariant prowadzący ul. św. Katarzyny, Nowym Targiem i ul. Nożowniczą.
Po II wojnie światowej nie powrócono już do planów szerokiej trasy, jedynie przeniesiono z ul. Świdnickiej prowadzący w kierunku północnym tor tramwajowy (wcześniej tramwaje kursowały na Szewskiej wyłącznie na odcinku położonym na północ od Kurzego Targu). Duża część zabudowy ulicy uległa zniszczeniu w czasie wojny; niektóre parcele zabudowano w latach 60. i 70. banalnymi obiektami mieszkalnymi. Po budowie Trasy W-Z zlikwidowano tramwaje w obrębie Starego Miasta, pozostawiając jedynie linie przebiegające przez tor na ulicy Szewskiej. Pozostały one, mimo początkowych planów likwidacji, także po włączeniu Szewskiej w obręb strefy pieszej, po kompleksowej przebudowie nawierzchni i instalacji podziemnych w latach 2005–2007.

## Ważniejsze obiekty przy ul. Szewskiej
- wielofunkcyjny budynek handlowo-biurowy z parkingiem piętrowym Szewska Centrum, arch. Stefan Müller, Paweł Jaszczuk, Mariusz Grochowski, Dariusz Ropacki; przy skrzyżowaniu z ul. Kazimierza Wielkiego
- Zespół zabudowy mieszkalno-usługowej
- Dom Handlowy Kameleon (dawniej Kaufhaus Rudolf Petersdorff), architekt Erich Mendelsohn, ekspresjonizm, 1927–1928
- Katedra św. Marii Magdaleny, architekt m.in. Pieszko, gotycki z XIII-XV wieku
- dom handlowy Feniks (daw. Kaufhaus Gebrüder Barasch), architekt Georg Schneider, secesyjny, 1904 – tylna elewacja zwrócona ku ul. Szewskiej
- gotycka figura Marii z Dzieciątkiem w narożu kamienicy przy ul. Szewskiej 74a[4]

- kościół św. Macieja, gotycki z XIV wieku
- pomnik św. Jana Nepomucena autorstwa Jana Jerzego Urbańskiego
- dawny kościół św. Agnieszki (wcześniej kaplica św. Jerzego), gotycki, prezbiterium z 1282, nawa z XIV w., w 1811 sekularyzowany (zburzone prezbiterium zastąpiono kamienicą, zaś nawę przekształcono na magazyn), w 1897 nawa przebudowana na dom mieszkalny
- barokowy zespół poklasztorny Krzyżowców z Czerwoną Gwiazdą, obecnie siedziba Ossolineum, wraz z Zaułkiem Ossolińskich,
- Instytut Etnologii, Kulturoznawstwa, Historii, Historii Sztuki oraz Archeologii, a także Katedra Etnologii i Antropologii Kulturowej Uniwersytetu Wrocławskiego w dawnym renesansowym pałacu Haynesów,
- Instytut Historyczny Uniwersytetu Wrocławskiego, dawna rezydencja książąt legnicko-brzeskich z poł. XVI w., przebudowana w XIX w. na siedzibę prezydium policji. Zachowane gotyckie wnętrza parteru i herby książąt w sieni[5],
- Antykwariat Naukowy w kamienicy "Pod Błogosławieństwem Bożym" - ul.Szewska 64/65[6][7].
- zabytkowe kamienice m.in. pod numerami 5[8], 35[8].